# Airbus Helicopters UH-72 Lakota
UH-72 Lakota (ныне Airbus Helicopters) — легкий многоцелевой двухмоторный вертолёт с четырёхлопастным несущим винтом. UH-72 представляет собой военизированный вариант Eurocopter EC145, построенный американским филиалом Eurocopter (ныне Airbus Helicopters, Inc.), подразделением Airbus Group, Inc. Несколько сотен UH-72 различных типов поступили на вооружение к 2020-м годам с момента начала его выпуска в 2006 году.
Вертолёт UH-72A создан на основе многоцелевого вертолёта EC145 и предназначен для разведки, целеуказания и поисково-спасательных операций, а также может использоваться в качестве санитарного, лёгкого транспортного и связного вертолёта.
Первоначально продававшийся как UH-145, вертолёт был выбран победителем конкурса на легкий многоцелевой вертолёт армии США (Light Utility Helicopter — LUH) 30 июня 2006 года. В октябре 2006 года компания American Eurocopter получила контракт на производство 345 вертолетов для замены устаревших вертолётов Bell UH-1H/V Iroquois и Bell OH-58A/C Kiowa состоящих на вооружении армии США и Национальной гвардии. UH-72 предназначен для выполнения не боевых задач по перевозке грузов и личного состава на территории США в целях обеспечения внутренней безопасности, а также миссий по реагированию на стихийные бедствия и для медицинской эвакуации. Это позволяет высвободить более дорогие UH-60 и другие типы боевых вертолётов для использования в боевых условиях. UH-72A также используется для обучения пилотов вертолётов.
К 2020 году с момента начала программы в 2006 году общий налет вертолётов «Лакота» Сухопутных войск США и Национальной гвардии составил около 800 тыс. часов.

## Разработка и производство

### Предпосылки создания
Программа LHX армии США стартовала в начале 1980-х годов и предлагала две конструкции вертолётов с высоким процентом общих конструктивных компонентов. Одна из них представляла собой легкую универсальную версию («LHX-U») для штурма и тактической переброске войск и грузов, другая — легкую разведывательно-ударную версию («LHX-SCAT»), дополняющую разрабатываемый AH-64 Apache. По мере разработки программы от легкой универсальной версии отказались, и основное внимание было уделено легкой разведывательной версии, которая в конечном итоге стала RAH-66 Comanche.
В 2004 году Министерство обороны США и армия США приняли решение о прекращении программы RAH-66. Чтобы заменить отмененный проект Comanche, армия США запланировала несколько программ, включающих разработку трех новых проектов. Штаб армии решил, что эти три проекта — вооруженный разведывательный вертолёт (Armed Reconnaissance Helicopter — ARH), легкий многоцелевой вертолёт (Light Utility Helicopter — LUH) и единый грузовой самолёт (Joint Cargo Aircraft — JCA).

### Программа легкого многоцелевого вертолёта и UH-145
Программа по созданию легкого многоцелевого вертолёта (Light Utility Helicopter — LUH) была начата в начале 2004 года с первоначальной потребностью в 322 вертолётах для нужд национальной безопасности, административных и логистических задач, а также миссий по медицинской эвакуации. В то же время вертолёт создаваемый по этой программе планировалось использовать для первоначального обучения пилотов армейской и морской авиации. Конкурс на вертолёт по этой программе был объявлен в июле 2005 года. Для участия были выбраны вертолёты Bell 412, Bell UH-1 Iroquois, MD Helicopters MD Explorer, AgustaWestland AW139 и предлагаемый компанией EADS North America вертолёт под обозначением UH-145, являющейся модернизированной версией Eurocopter EC145. 30 июня 2006 года армия США объявила, что UH-145 стал победителем контракта по программе Light Utility Helicopter — LUH на сумму 3 миллиарда долларов. В августе UH-145 получил официальное обозначение UH-72A от Министерства обороны. Первый UH-72 был поставлен в войска в декабре 2006 года, когда для этого типа также было официально объявлено название «Лакота», следуя традиции армии давать своим вертолётам индейские имена.
23 августа 2007 года EADS North America получили разрешение на полномасштабное производство UH-72A для выпуска первоначально запланированной серии из 345 вертолётов до 2017 года. UH-72A производится на заводе Airbus Helicopters в Колумбусе, штат Миссисипи. Первоначально производство заключалось в сборке комплектов, полученных от филиала Eurocopter в Германии, но производство было полностью локализовано в 2009 году. В декабре 2009 года было заказано ещё 45 UH-72A. Сотый вертолёт был поставлен в марте 2010 года, а 250-й — в апреле 2013 года. В том же месяце армия США решила прекратить закупки после 2014 года из-за сокращения бюджета. На тот момент всего было заказано 312 вертолётов «Лакота». В январе 2014 года Конгресс США выделил Армии 171 миллион долларов на закупку 20 дополнительных UH-72A. 300-й UH-72 был поставлен в войска в мае 2014 года.
В мае 2013 года Конгресс задался вопросом, почему UH-72 не рассматривался в качестве вооруженного разведывательного вертолёта. Начальник штаба Армии США генерал Реймонд Т. Одиерно заявил, что UH-72A был разработан для миссий внутри США и не считается пригодным для оперативного развертывания в зонах боевых действий. UH-72 используется Национальной гвардией США для выполнения вспомогательных функций внутри страны, в то время как в зарубежных операциях используется более мощный многоцелевой вертолёт UH-60 Black Hawk. 21 июня 2013 года заместитель министра обороны по закупкам, технологиям и логистике Фрэнк Кендалл заявил в письме Конгрессу, что боевые модификации UH-72 «в настоящее время невозможны». Сообщается, что модернизация «Лакоты» в боевую версию для всего парка этих вертолётов обойдётся в 780 миллионов долларов и добавят 351 кг веса на каждый вертолёт. Модернизация должна будет заключаться в добавлении систем пассивной и активной защиты, более мощных двигателях и переработанной трансмиссии, а также модернизации модернизацию систем связи и управления.
В августе 2020 года стало известно о заключении контракта между Airbus Helicopters Inc. и командованием Сухопутных войск США на покупку 15 дополнительных серийных многоцелевых вертолётов UH-72 «Лакота». Стоимость контракта составляет 73,999 млн долларов. Соглашение также включает поставку (отдельной опцией) 18 дверей кабины пилота, 14 входных фильтров для двигателей и 14 блоков контроля параметров окружающей среды. Контракт содержит опцион на поставку трех дополнительных вертолётов UH-72 D-2.

### Использование в учебных целях

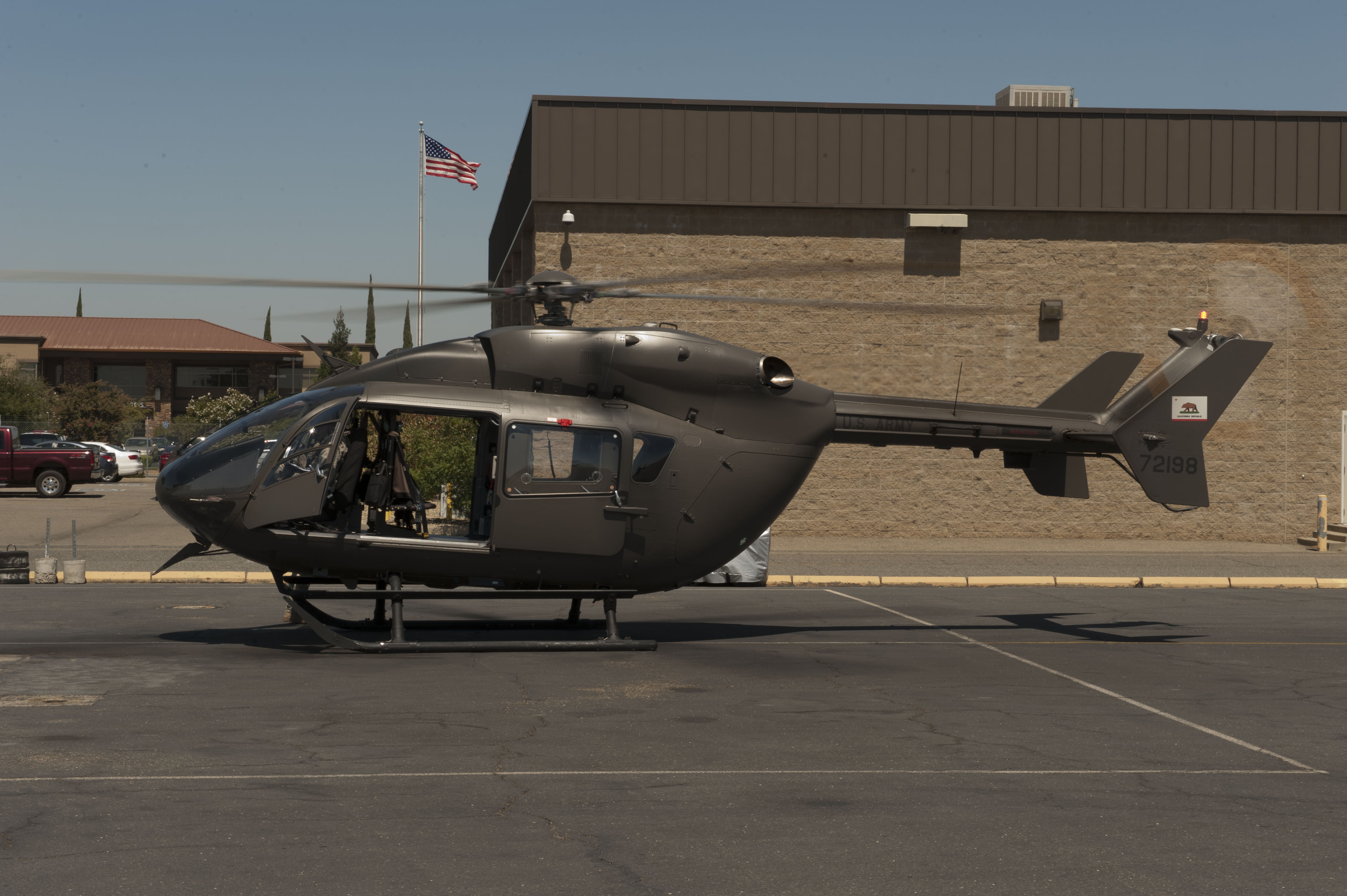
UH-72 Lakota 140-го авиационного полка Армии Национальной гвардии Калифорнии

С 2009 года ВМС США эксплуатируют несколько UH-72A вместе с вертолётами TH-67 Creek в Школе летчиков-испытателей ВМС (United States Naval Test Pilot School), где они заменили устаревшие Hughes OH-6 Cayuse. В 2011 году UH-72A Флота были оснащены специальной авионикой и оборудованием для облегчения обучения курсантов.
В декабре 2013 года армия США рассматривала возможность вывода из эксплуатации своего парка вертолётов OH-58 Kiowa и передачи всех AH-64 Apache Национальной гвардии и резерва армии США в действующую армию для использования их в качестве вертолётов разведчиков. В соответствии с этим планом все 100 действующих армейских UH-72 вместе со 104 UH-72 Национальной гвардии будут переданы для использования в качестве учебных вертолётов, заменив Bell TH-67 Creek в Центре передового опыта армейской авиации США (United States Army Aviation Center of Excellence) в Форт-Ракере, штат Алабама. Некоторые действующие армейские самолёты Sikorsky UH-60 Black Hawk должны быть переданы в армейский резерв и подразделения Национальной гвардии для выполнения задач по обороне страны и реагированию на стихийные бедствия. Предложения направлены на вывод старых вертолётов из эксплуатации, чтобы существенно снизить затраты, сохранив при этом возможности нового парка вертолётов. Учитывая перспективу перепрофилирования большинства UH-72 в учебные вертолёты, армия запросила средства на покупку ещё 100 «Лакот» для пополнения учебного парка. Бюджет 2015 финансового года предусматривал закупку 55 вертолётов, а средства 2016 финансового года должны были быть использованы для завершения закупки.
4 сентября 2014 года армия опубликовала уведомление о намерении закупить до 155 UH-72 для обучения «не на полной и открытой конкурсной основе». Это вызвало ответную реакцию со стороны компании AgustaWestland, которая начала судебный процесс, чтобы добиться временной приостановки сделки и в конечном итоге признать её незаконной. В судебных документах, поданных в поддержку слушаний 19 сентября, утверждается, что выбор армией EC 145 — гражданской версии UH-72A «Лакота», который уже использует Армия — не представляет ценности для американских налогоплательщиков. В своих показаниях Роберт ЛаБелль, исполнительный директор AgustaWestland North America, ставит под сомнение пригодность EC145 для этой роли, отмечая, что его «ограниченный диапазон манёвров в полете … вероятно, затруднит его учебную полезность». Он также утверждал, что закупочная цена в размере 7,5 миллионов долларов США и эксплуатационные расходы в размере 2500 долларов США в час каждого EC145 значительно превышают те, которые предлагаются сопоставимыми продуктами AgustaWestland. По его словам, компания может предложить армии США либо легкий одномоторный AW119Kx, либо двухмоторный AW109, стоимость которых составляет $3,25 млн и $4,75 млн, а эксплуатационные расходы — $900 в час и $1800 в час соответственно. Airbus Helicopters считает, что цифры AgustaWestland преувеличены. Компания заявляет о себестоимости единицы продукции в размере 5,5 миллиона долларов США для каждого EC145. В Bell Helicopter также раскритиковали это решение, но не предприняли никаких судебных действий. 14 октября 2014 года Федеральный суд по претензиям вынес временное решение, отклоняющее оспаривание правительством США действий AgustaWestland до тех пор, пока Армия не выдаст окончательное обоснование и одобрение для проведения закупок из одного источника. Армия утверждала, что UH-72A подпадал под контракт на легкий многоцелевой вертолёт от 2006 года и поэтому не требовал нового обоснования, что фактически сводило проблему на нет. Суд встал на сторону AgustaWestland, отклонил одобрение вертолёта армией и приостановил закупку UH-72 для учебных целей после того, как обнаружил, что Армия преувеличила затраты и время, необходимые для приобретения учебного вертолёта. Первоначальный процесс приобретения был признан неэффективным, поскольку он фактически связывал UH-72 с Airbus на протяжении всего срока его службы. Суд обязал армию либо провести закупку новых учебных вертолётов, либо полностью прекратить закупку учебно-тренировочных вертолётов UH-72. Командование Сухопутных сил обжаловало это решение.
UH-72 столкнулся с трудностями в качестве принятия его как учебно-тренировочного вертолёта из-за его использованием в качестве вертолёта для первоначальной летной подготовки. Исследование Национальной комиссии по будущему армии, созданной Конгрессом для предоставления президенту рекомендаций по структуре вооруженных сил США показало, что UH-72 является слишком дорогим для роли учебного вертолёта, и существует более дешевые варианты, доступные для покупки Армией. Проведенное исследование также показало, что большинство пилотов-инструкторов не одобряли UH-72, считая его «слишком большим вертолётом для этой миссии» и непригодным в качестве машины для первичной летной подготовки курсантов Комиссия привела стоимость «Лакоты» равную 5,5 миллионов долларов (при одном летном часе в 2,1 тыс. долларов), в то время как стоимость аналогичного в классе Bell-407GX составила всего 3 миллиона (при стоимости летного час а в 0,65 тысяч долларов). UH-72 также подвергался критике за то, что на нем невозможно обучать пилотов посадке за счет использования авторотации (режим вращения несущего винта вертолёта, при котором энергия, необходимая для вращения, отбирается от набегающего на винт потока). Немецкая армия прекратила использовать EC-135 в качестве учебных вертолётов после того, как Airbus сообщил им, что они не подходят для первоначального обучения. По той же причине ВМС США также отказались от использования UH-72 в качестве учебно-тренировочного вертолёта.

### Предлагаемое использование

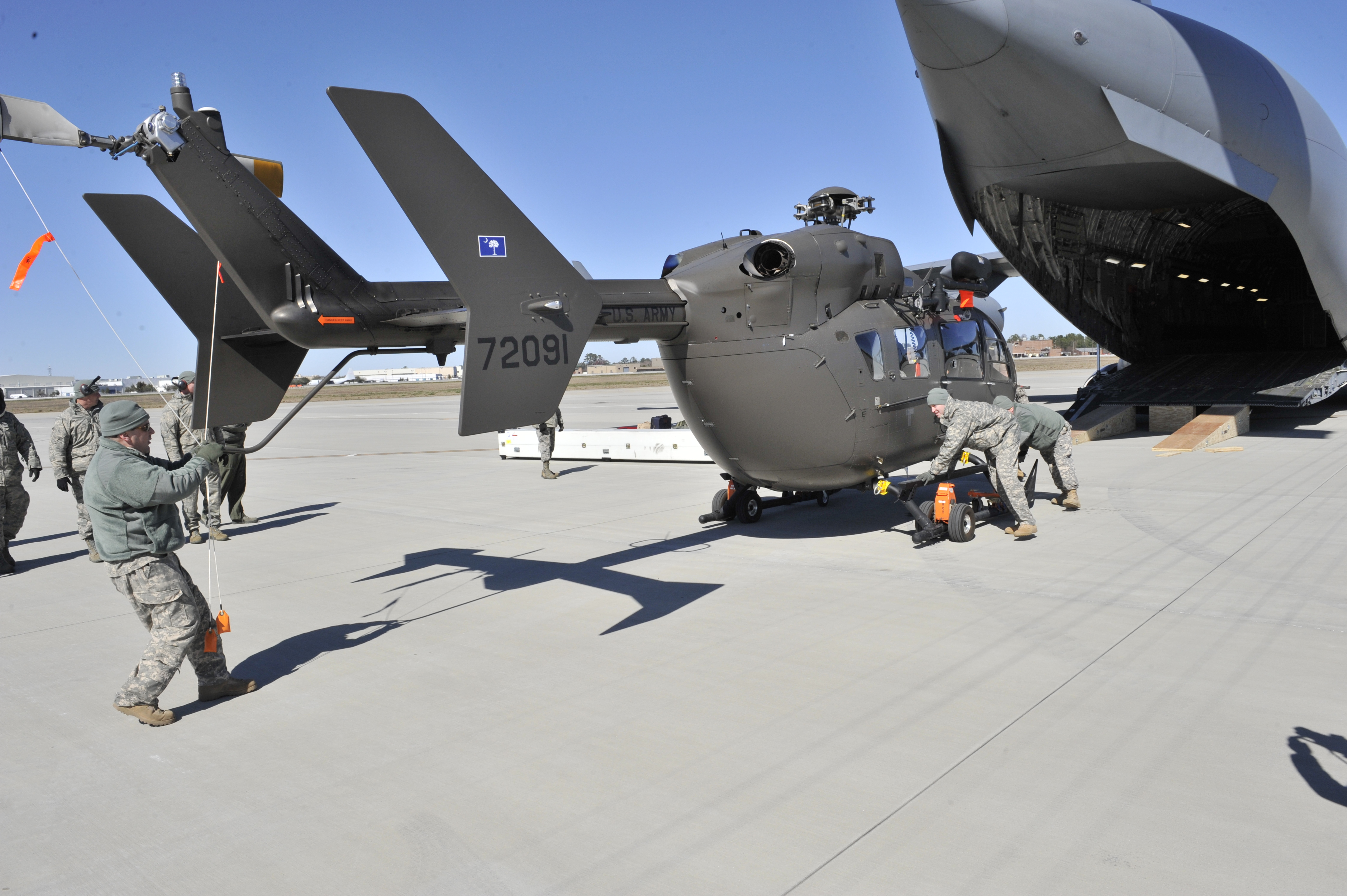
Выгрузка UH-72A с борта военно-транспортного самолёта C-17 Globemaster III ВВС США

Модель 645 (EC645) был предложенным вооруженным вариантом UH-72 для программы Armed Aerial Scout (AAS) армии США для замены Bell OH-58 Kiowa. 4 мая 2009 года компании EADS и Lockheed Martin объявили о совместном соглашении по разработке модели 645. Три демонстратора AAS-72X были построены и начали летные испытания в конце 2010 года. В сентябре 2012 года EADS начала пробные летные демонстрации как AAS-72X, так и EC145 T2, которые, как сообщается, соответствуют требованиям к характеристикам армейского вооруженного вертолёта разведчика. Предлагались две версии: AAS-72X, вооруженная версия UH-72 и AAS-72X+, вооруженная военизированная версия EC-145T2. В конце 2013 года программа AAS была прекращена.
В мае 2012 года UH-72A был представлен в программе общей вертикальной платформы жизнеобеспечения ВВС США (Common Vertical Life Support Platform — CVLSP) для замены UH-1N Twin Huey. Как и в армии США, UH-72A может использоваться ВВС в качестве вертолёта обеспечения Командования глобальных ударов ВВС США при выполнении миссий по перевозке личного состава и обеспечения безопасности районов базирования межконтинентальных баллистических ракет и в качестве транспорта для перевозки личного состава Воздушного мобильного командования ВВС (Air Mobility Command). Преимущества «Лакоты» по сравнению с UH-1N заключаются в большей на 30 процентов скорости и дальности полета, а также в повышенной надежности и ударопрочности, совместимости с приборами ночного видения, современной авионике и дешевизне в эксплуатации. В августе 2013 года ВВС США заявили, что планируют эксплуатировать UH-1N ещё от шести до десяти лет. В сентябре 2013 года исполняющий обязанности министра ВВС Эрик Фэннинг получил письмо от генерального директора EADS North America, в котором утверждалось, что переоборудование и обслуживание UH-1N Twin Huey обходится дороже, чем приобретение и эксплуатация «Лакоты». В письме также содержался призыв к незамедлительным действиям, поскольку заказы армии были почти выполнены, а производство сворачивалось UH-72. В ВВС США заявили, что у них недостаточно средств для такой закупки, и они могут рискнуть какое-то время использовать старые Хьюи. EADS North America заявила, что UH-72A «снизит риск для обеспечения и охраны ядерных объектов ВВС США и избавит налогоплательщиков от значительных затрат на будущую рекапитализацию». Сообщается, что покупка UH-72A будет стоить столько же, сколько модернизация 62 единиц Хьюи, но долгосрочные эксплуатационные затраты будут намного ниже.

## Конструкция

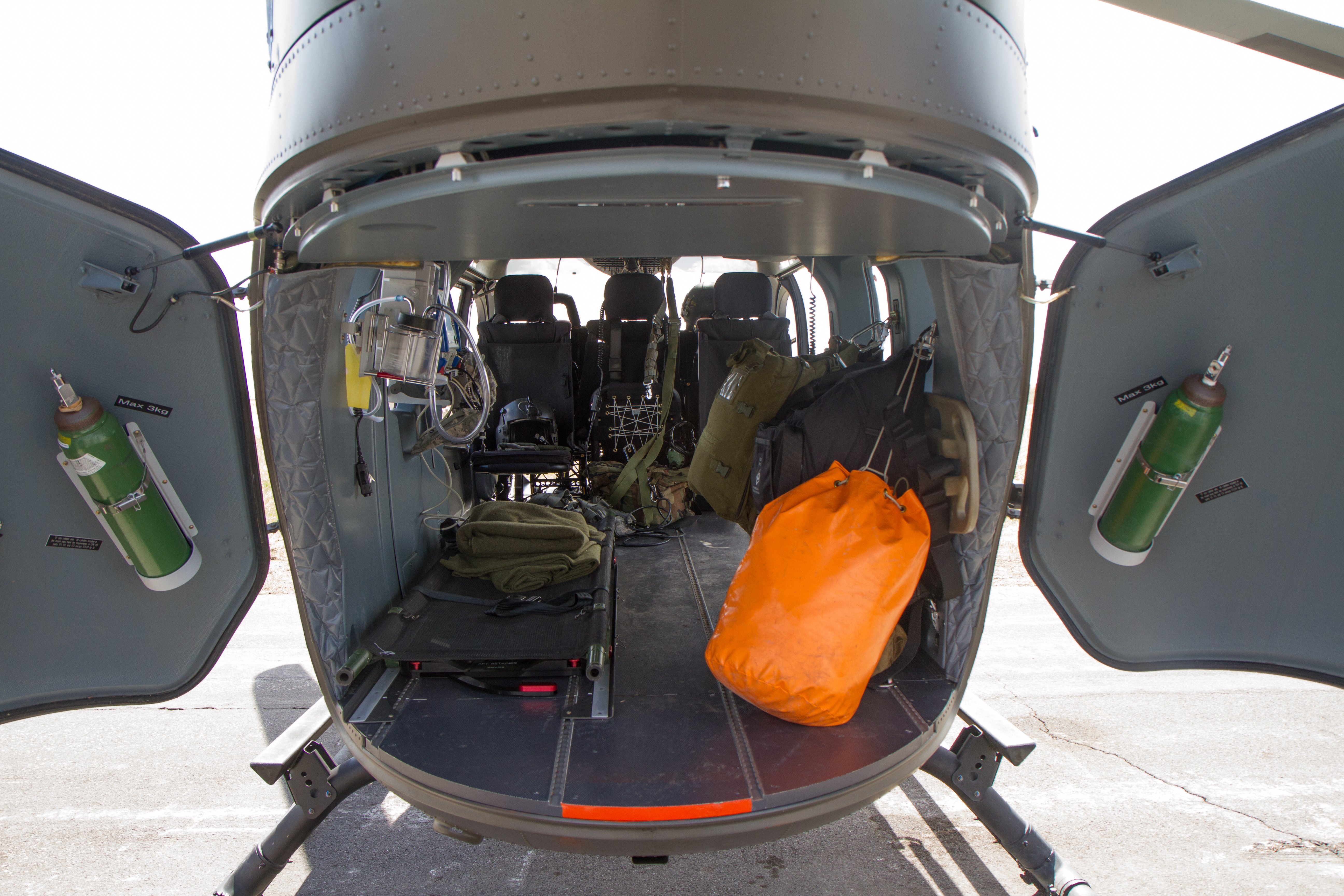
Салон UH-72 «Лакота» в эвакуационном медицинском варианте

Общий внешний вид вертолёта Eurocopter UH-72 Lakota, практически не изменился в сравнении с моделью Eurocopter EC 145, однако, в лётно-техническом плане, оба летательных аппарата кардинальным образом отличаются друг от друга. Благодаря достаточно компактным размерам вертолёта Eurocopter UH-72 Lakota и используемой здесь мощной силовой установке, воздушное судно обладает высокой манёвренностью и весьма эффективно в эксплуатационном плане. Данная модель может применяться и как средство для перевозки на своём борту людей и грузов, и как самостоятельная боевая единица, и как средство предназначенное для осуществления специальных операций, в том числе связанных с доставкой небольших групп военнослужащих, их прикрытием и эвакуацией. Планируется, что этот вертолёт заменит модели Bell UH-1 и OH-58A/C, которые являются устаревшими легкими вертолётами общего назначения, и вытеснят другие типы, используемые внутри страны, в первую очередь те, которые находятся на службе Армии Национальной гвардии. UH-72 закупается как серийный коммерческий продукт (Commercial off-the-shelf — COTS), что подразумевает длительное после продажное обслуживание и техническую поддержку всего имеющегося парка воздушных судов. EADS North America объединилась с фирмой Sikorsky для обеспечения логистической и технологической поддержки UH-72 через дочерние компании Helicopter Support, Inc./Sikorsky Aerospace Maintenance.
Базовый UH-72A представляет собой версию коммерческого вертолёт EC145, окрашенный в цвета армии США и оснащенный радиостанцией AN/ARC-231. В зависимости от целевого назначения, а также от модификации летательного аппарата, на борту воздушного судна Eurocopter UH-72 Lakota может разместиться до 10 человек, включая одного пилота и одного стрелка. Если вертолёт предполагается оснащать вооружением, на борту могут разместиться 8 экипированных военнослужащих. При необходимости, на борту воздушного судна может быть также размещено и двое носилок, в связи с чем, данное воздушное судно может также использоваться и в качестве медицинского и эвакуационного воздушного средства.По сравнению с предшественником UH-1 Huey, использовавшимся в этих целях, двухмоторный «Лакота» имеет большую скорость: 269 км/ч по сравнению с 230 км/ч у «Хьюи». Также UH-72 имеет внешнюю подъемную систему и имеет полностью интегрированную компьютеризированную кабину. «Хьюи» имеет преимущество в роли вертолёта для медицинской эвакуации, поскольку он может перевозить трех пациентов по сравнению с UH-72, перевозящим двух пациентов, но в среднем при эвакуации обычно приходится иметь дело с двумя или одним пострадавшим. В варианте для контртеррористических действий и выполнения функций вертолёта пограничного патруля «Лакота» оснащается электрооптическими/инфракрасными датчиками и модулем с лазерным указателем, системой интерактивных карт и сенсорными дисплеями, системой цифровой записи видео и каналом передачи данных, прожектором и спасательным подъемником из комплекта MEDEVAC.
Силовая установка вертолёта Eurocopter UH-72 Lakota включает в себя два газотурбинных двигателя марки Turbomeca Arriel 1E2, которые способны развивать суммарную мощность в 1480 л. с. Данный летательный аппарат может преодолевать дистанции на расстояниях в 685 километров, при крейсерской скорости полёта в 245 км\ч., что является весьма приемлемым показателем для вертолёта этого типа.

## История службы
Первый вертолёт был поставлен армии США 11 декабря 2006 года в Колумбусе, штат Миссисипи. 12 декабря 2006 года генерал Ричард А. Коди, заместитель начальника штаба Сухопутных войск и Джо Красное Облако, вождь племени Оглала, народности Лакота, торжественно приняли первый UH-72A на официальной церемонии. По оценкам производителя, поставка запланированных 345 самолётов продолжится до 2017 года.
Первые серийные вертолёты были отправлены в Национальный учебный центр (NTC) в Форт-Ирвине, штат Калифорния, для выполнения задач по медицинской эвакуации в январе 2007 года. 20 июня 2007 года отряд воздушной скорой помощи Армии США (US Army Air Ambulance Detachment — USAAAD) стал первым оперативным подразделением, развернувшим UH-72 в постоянной готовности. 10 июля 2007 года летный отряд Командования подготовки и доктрины (United States Army Training and Doctrine Command - TRADOC) в Форт-Юстисе, штат Виргиния, стал вторым подразделением армии США, имеющим на вооружении вертолёты UH-72A.

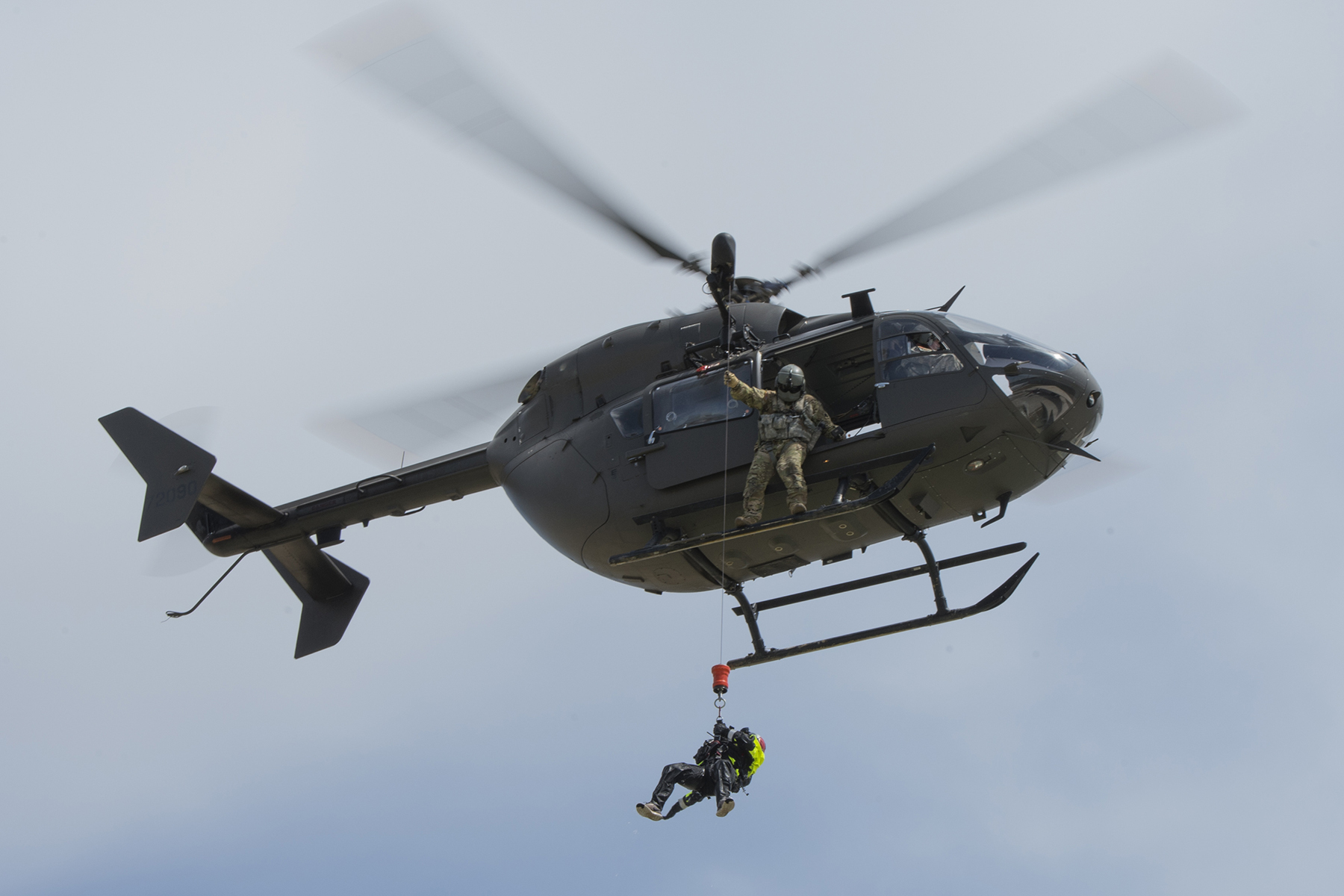
UH-72 Армии Национальной гвардии Оклахомы во время учений по спасению и эвакуации

В отчете, опубликованном в августе 2007 года Управлением эксплуатационных испытаний и оценок Министерства обороны, отмечалось, что, хотя «Лакоты» «…эффективны при выполнении легких служебных задач», они склонны к перегреву во время проведения полетов в жарких климатических условиях форта Ирвин, если они дополнительно не оснащены системами кондиционирования воздуха. В ответ в дверях были добавлены вентиляционные отверстия для увеличения притока воздуха в салон. На некоторых медицинских версиях вертолёта также были установлены кондиционера для удобства членов экипажа и пассажиров.
Объединённый учебный центр готовности войск (Joint Readiness Training Center — JRTC), расположенный в Форт-Джонсон, штат Луизиана, получил свой первый вертолёт 7 сентября 2007 года. 16 января 2009 года Военная академия США получила два UH-72A, заменив два вертолёта UH-1H для перевозки командования Академии. В сентябре 2009 года Школа летчиков-испытателей ВМС США получила первый из пяти UH-72A. Этот вертолёт заменил Hughes OH-6 Cayuse в качестве основного летательного аппарата для учебной программы вертолётных курсов летчиков-испытателей.
К марту 2010 года UH-72A поступил на вооружение в части обслуживающие Испытательный полигон Рейгана (испытания ПРО и космическая программа США) на атолле Кваджалейн. 20 декабря 2010 года UH-72A, приписанный к Армии Национальной гвардии Пуэрто-Рико, стал первым UH-72A, попавшим в аварию со смертельным исходом. Самолёт разбился в море у побережья Пуэрто-Рико, все шесть человек на борту погибли.
18 июля 2012 года Управление летных испытаний армии США получило первые три UH-72A в с дислокацией в Редстоунском арсенале, Хантсвилл, штат Алабама. Эти машины используются как административные, а также в качестве вертолётов наблюдателей при проведении испытаний авиационных систем.
25 марта 2015 года компания Airbus завершила сборку первого UH-72A, созданного специально для обучения пилотов армии США. Учебная конфигурация «Лакоты» отличается от базовой модели наличием оборудованного для инструктора, обновленную систему управления полетом и систему связи, которая позволяет ему связываться с учебным центром в Форт-Ракере. В рамках инициативы по реструктуризации авиации армии парк учебных вертолётов Bell 206 учебного центра будет заменен на 187 UH-72, в том числе 106 специально построенных учебно-тренировочных вертолётов и 81 UH-72, который будет модернизирован.
По заявлению Криса Эмерсона, президента Airbus Helicopters Inc., в 2017 году компания поставила армии США 400-й вертолёт UH-72A «Лакота», выполнив требования контракта, поставив каждый вертолёт вовремя, в рамках бюджета и в соответствии со армейскими стандартами качества.
Начиная с 2020-х годов в Армию США начались поставки новой версии «Лакоты» — UH-72B. Этот вариант получил обновленную авионику, три многофункциональных дисплея в кабине пилотов, четырёх осевой автопилот, современную электронно-цифровую систему управления двигателем с полной ответственностью для автоматизированного управления параметрами впрыска топлива, воздуха и зажигания в работе авиадвигателя, а также закрытый рулевой винт выполненный по схеме «Фенестрон», что обеспечило существенно меньший уровень вибраций чем на предыдущей модели.

## Экспортный потенциал
7 июня 2013 года Министерство обороны Таиланда разместило в США заказ на поставку шести многоцелевых вертолётов UH-72A «Лакота». Управление военного сотрудничества (DSCA) Пентагона уведомило Конгресс США о возможной сделке по продаже техники. Стоимость потенциального контракта, который будет подписан после соответствующего одобрения Конгресса, оценивается в 77 миллионов долларов. Помимо самих вертолётов Таиланд также заказал запчасти и оборудование обслуживания для этих машин, а также услуги по подготовке пилотов и техников. По оценке DSCA, поставка вертолётов Lakota позволит повысить уровень национальной безопасности Таиланда, одного из ключевых союзников США в регионе. Исполнением контракта, как ожидается, займется компания EADS North America. Правительство Таиланда 9 октября 2013 года одобрило выделение средств на покупку Королевской армией Таиланда легких многоцелевых вертолётов UH-72A «Лакота» у Eurocopter North America. Программа закупок включает покупку армией шести вертолётов UH-72A за 1,737 миллиона бат (55 миллионов долларов США). Правительство заявило, что оплата по контракту будет осуществляться из оборонного бюджета с 2013 по 2015 год.
В сентябре 2014 правительство Таиланда запросило у США поставку ещё девяти многоцелевых вертолётов UH-72A «Лакота» общей стоимостью 89 миллионов долларов. В объём потенциального контракта также войдет поставка запчастей, связное оборудование и техническая документация. Исполнителем соглашения, в случае если его одобрит Конгресс США, выступит американское подразделение европейского концерна EADS.

## Варианты
UH-72A Lakota
Базовый многоцелевой военный вариант Eurocopter EC145.
UH-72B Lakota

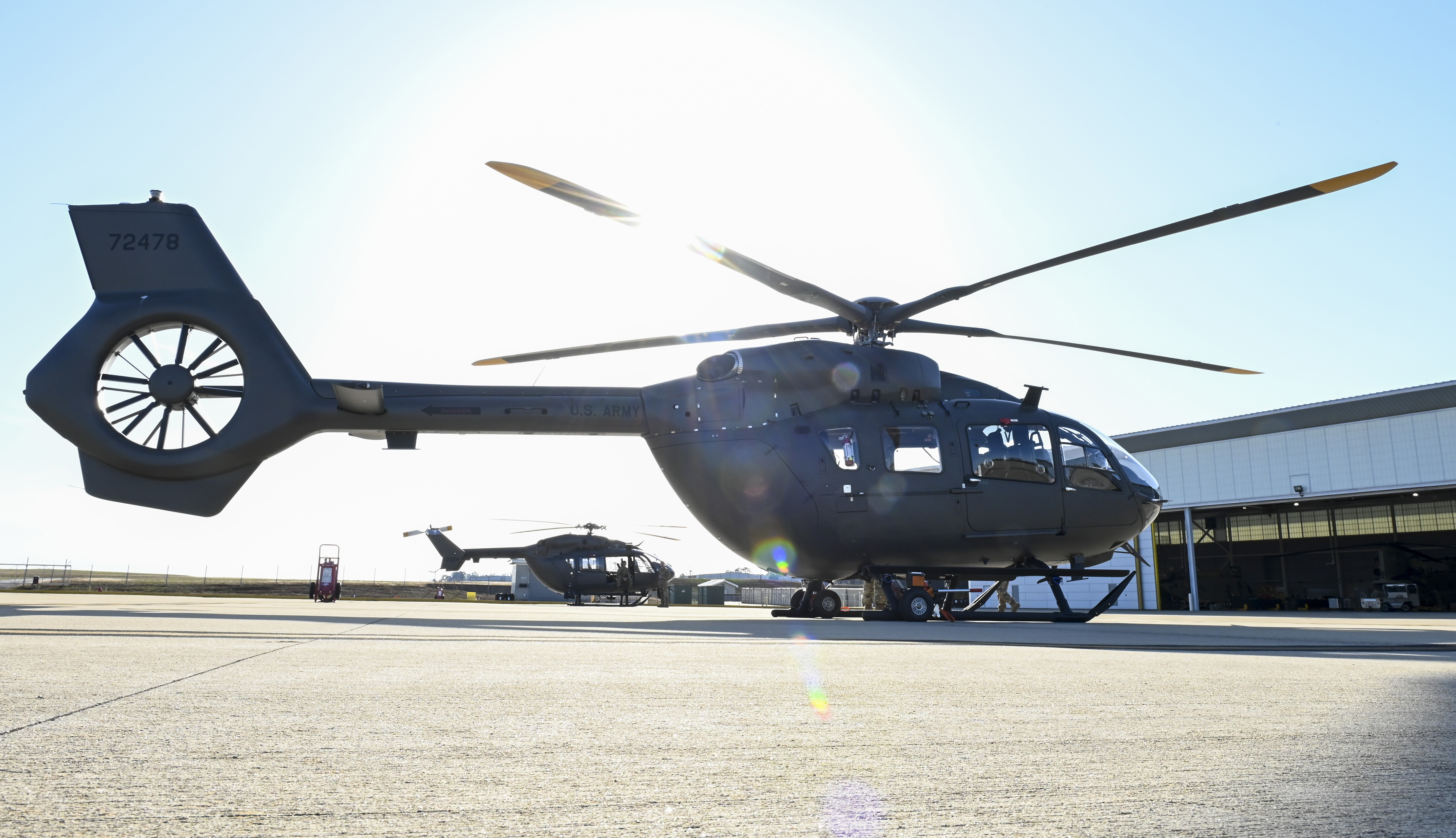
UH-72B Lakota с характерным рулевым винтом сделанным по схеме Фенестрон

Модернизация UH-72A. Эта модель основана на модернизированном гражданском вертолёте H145. Вертолёт имеет хвостовой винт типа «Фенестрон», пятилопастной несущий винт, более мощные двигатели, усовершенствованное управление и комплект авионики от Airbus Helionix. Поставки в покупателям начались в сентябре 2021 года.
AAS-72X
Предлагаемая вооруженная версия UH-72 для замены вертолёта OH-58 Kiowa в рамках программы вооруженного вертолёта разведчика армии США, предлагаемая EADS совместно с Lockheed Martin.
AAS-72X+
Вооруженная военная версия Eurocopter EC145T2 также была предложена для программы вооруженного вертолёта разведчика (Armed Aerial Scout). Он оснащен более мощными двигателями, мощностью на валу дополнительно по 200 л. с. каждый, рулевым винтом выполненным по схеме «Фенестрон» и полностью цифровой стеклянной кабиной.

## Эксплуатанты
Соединенные Штаты Америки
- Армия США[50]
- Армия Национальной гвардии США[50]
- ВМС США[50]
  - Школа летчиков-испытателей ВМС США[51]

 Таиланд
- Сухопутные войска Таиланда[50]

## Тактико-технические характеристики

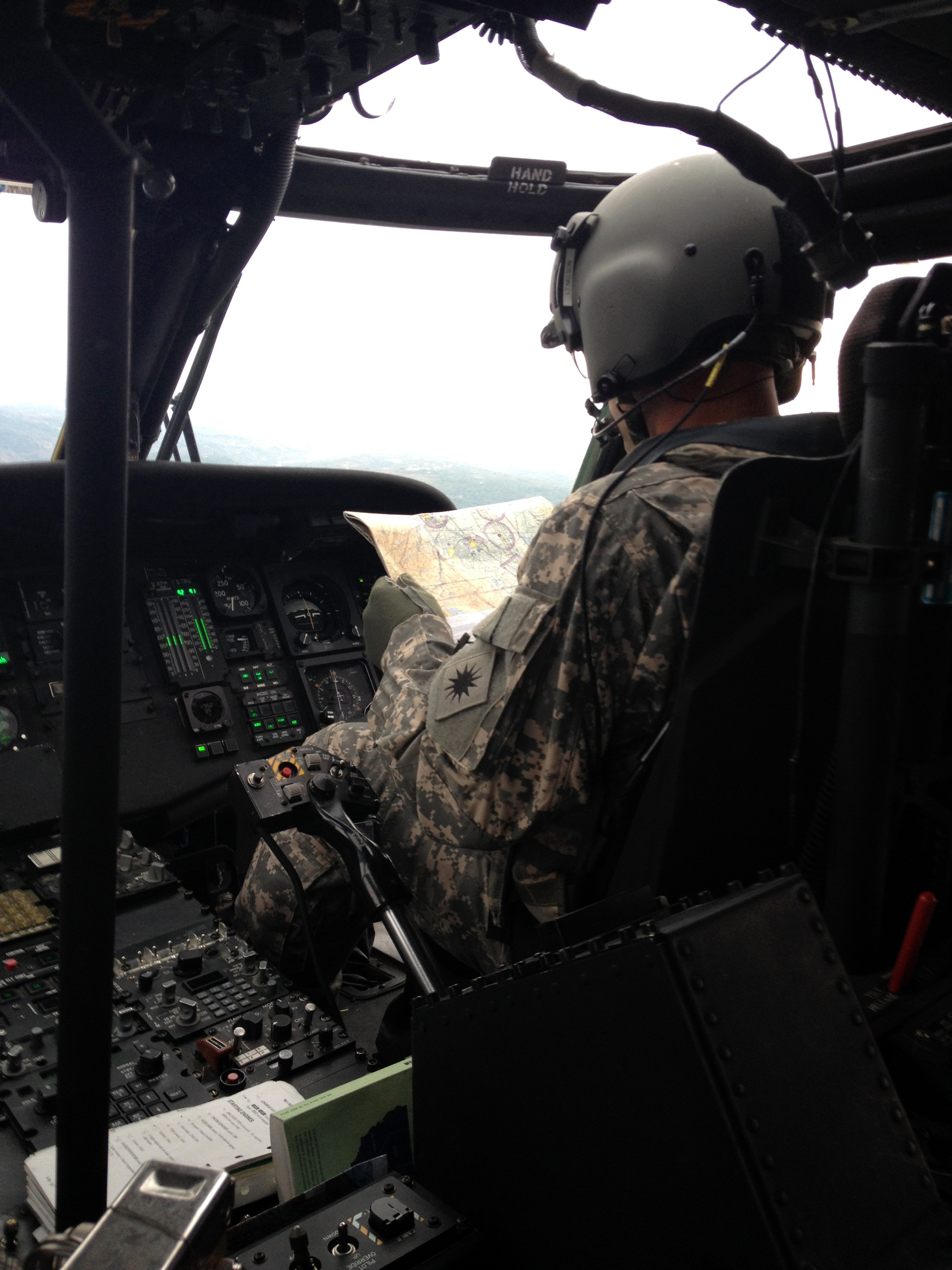
Кабина пилотов UH-72A

Приведённые характеристики соответствуют модификации UH-72A.
Источник данных: American Eurocopter, Jane's 

Технические характеристики
- Экипаж: 1—2 пилота
- Пассажировместимость: до 9 солдат
- Грузоподъёмность: 2500 кг? (вариант TTH)
- Длина: 13,03 м
- Длина фюзеляжа: 10,19 м
- Диаметр несущего винта: 11,0 м
- Диаметр рулевого винта: 1,96 м
- Максимальная ширина фюзеляжа: 1,84 м
- Высота: 3,96 м (с хвостовым винтом)
- Площадь, ометаемая несущим винтом: 95,03 м²
- Колея шасси: 2,4 м
- Масса пустого: 1792 кг
- Максимальная взлётная масса: 3585 кг
- Масса полезной нагрузки: 1793 кг
- Объём топливных баков: 867 л
- Силовая установка: 2 × турбовальных Turbomeca Arriel 1E2
- Мощность двигателей: 2 × 738 л.с. (2 × 550 кВт (взлётная))

Лётные характеристики
- Максимальная скорость: 268,5 км/ч
- Практическая дальность: 685 км
- Практический потолок: 4018 м
- Статический потолок:  
  - с использованием эффекта земли: 3444 м
  - без использования эффекта земли: 2743 м
- Скороподъёмность: 8,1 м/с